# Wilbury Hill Camp
Wilbury Hill Camp ist eine Wallburg südwestlich von Letchworth Garden City in der englischen Grafschaft Hertfordshire. Die Anlage aus der späten Bronzezeit (um 700 v. Chr.) gehört zu einer Reihe von sechs ähnlichen Wallburgen entlang der nördlichen Chiltern Hills und gilt als Scheduled Monument. Die Anlage ist durch zwei ringförmige Verteidigungsanlagen gekennzeichnet, die von einzelnen Wällen und außenliegenden Gräben gebildet werden. Seit den 1950er-Jahren sieht man auf Luftbildern Bewuchsmerkmale, die von dort begrabenen Details verursacht wurden, auch wenn diese vom Boden aus nicht mehr sichtbar sind.
In der mittleren Eisenzeit (ca. 400 v. Chr.) wurden stärkere Wälle errichtet.
Eine große Zahl römischer Münzen sammelte der örtliche Geschichtswissenschaftler William Ransome, als Mitte des 19. Jahrhunderts in der nördlichsten Ecke der Einfriedung Material für die Bettung von Eisenbahngleisen entnommen wurde. Eine Auswahl davon ist im Museum von Letchworth zu sehen.